# European Junior Doctors
L'European Junior Doctors (EJD, in italiano: Associazione Europea dei Medici in Formazione) è un'organizzazione senza scopo di lucro che rappresenta gli interessi dei medici in formazione in tutta Europa. L'organizzazione è stata fondata nel 1991 e ha sede a Bruxelles, in Belgio. Lo scopo dell'EJD è promuovere gli interessi dei medici in formazione e migliorare le condizioni di lavoro in Europa.

## Scopi
L'EJD rappresenta i medici in formazione in tutte le specialità mediche e durante tutte le fasi della loro formazione. L'organizzazione è composta da delegati referenti appartenenti ad associazioni nazionali. EJD lavora a stretto contatto con l'Unione Europea dei Medici Specialisti (UEMS) e l'Associazione Europea degli Studenti di Medicina (EMSA) per difendere i diritti dei medici in formazione.
I campi di interesse dell'EJD sono le condizioni di lavoro, le opportunità di perfezionamento e lo sviluppo della carriera dei medici in formazione. Questa associazione lavora per migliorare le condizioni di lavoro dei medici in formazione richiedendo orari di lavoro equi e sicuri, a beneficio sia dei pazienti che dei medici stessi. L'EJD lavora anche per migliorare le opportunità di formazione per i medici in formazione, promuovendo l'istruzione e la formazione medica continua di alta qualità. L'organizzazione si concentra inoltre sullo sviluppo della carriera dei medici in formazione promuovendo la mobilità lavorativa in Europa tramite il riconoscimento dei titoli professionali, sostenendo procedure di ingresso al lavoro eque e trasparenti.